# Parafia Wniebowzięcia Najświętszej Maryi Panny i św. Jakuba Apostoła w Szadku
Parafia Wniebowzięcia Najświętszej Maryi Panny i Świętego Jakuba Apostoła w Szadku – rzymskokatolicka parafia położona w mieście Szadek. Administracyjnie należy do diecezji włocławskiej (dekanat szadkowski). 
Odpust parafialny odbywa się w uroczystość Wniebowzięcia Najświętszej Maryi Panny - 15 sierpnia i święto Świętego Jakuba - 25 lipca.
Proboszcz
- ks. kan. Maciej Korczyński

Wikariusz
- ks. Robert Maciejewski